# Маріу де Са-Карнейру
Ма́ріу ді Са-Карне́йру (порт. Mário de Sá-Carneiro; *19 травня 1890, Лісабон — 26 квітня 1916, Париж) — португальський поет і письменник. Разом з Фернандо Пессоа вважається родоначальником модернізму у португальській літературі. 

## З життя та творчості
Маріу де Са-Карнейру народився в Лісабоні в 1890 році в благополучній і заможній родині — його батько був інженером. У 2-річному віці в Маріу померла мати. 
У 1910 році він опублікував п'єсу «Дружба» (Amizade) зі своїм шкільним другом Томашем Кабрейрою Молодшим (вчинив самогубство у 1911 році). 
Маріу де Са-Карнейру неоднократно відвідував Париж для студій з юриспруденції в Сорбонні, спершу в 1912 році, потім коротко в 1914 році, а також у період 1915-16 років. 
У 1913 році він познайомився з Фернандо Пессоа, з яким у нього склалася тісна дружба. 
Найвідоміший твір де Са-Карнейру — роман  «Сповідь Лусіо» (Confissão de Lúcio) був опублікований у 1914 році. Змістом твору є вузол непростих стосунків між жінкою та двома поетами-декадентами в Парижі наприкінці століття. Книга висвітлює внутрішній світ Са-Карнейру та пошук власної ідентичності, що супроводжував його протягом усього нетривалого життя. 
Са-Карнейру також публікував вірші в обох виданнях літературного журналу «Орфей» (Orpheu, 1915), який здебільшого фінансував його батько. 
На його паризький період, починаючи з 1915 року припали нестійке богемне життя та нещасний любовний зв'язок, а також фінансові проблеми. 26 квітня 1916 року в паризькому готелі «Ніцца» на Монмартрі обірвалось життя молодого поета — він отруїв себе, попередньо виславши свої вірші Ф. Пессоа (вийшли окремою книгою «Золоті знаки» / Indícios de Oiro, 1937). 
Повне видання його творів було здійснене посмертно в 1946 році. 
Маріу де Са-Карнейру мав великий вплив на наступні покоління португальських поетів, однак лишаючись в тіні більш знаного португальського модерніста Фернандо Пессоа, а тому будучи практично невідомим поза межами батьківщини. 
Творчість Са-Карнейру позначена темою смерті й душевною тугою.

## Вибрана бібліографія
- Дружба (Amizade, драма) - 1910;
- Початок (Princípio, оповідання) - 1912;
- Дюдина мрії (O homem de Sonhos) та Ловець миттєвостей (O Fixador de Instantes, оповідання) - 1913;
- Душа (A Alma, п'єса) - 1913;
- Розсіяння (Dispersão, лірика) - 1914;
- Сповідь Лусіо (A Confissão de Lúcio, роман) - 1914;
- Небо у вогні (O Ceu em Fogo, оповідання) - 1915;
- Золоті знаки (Indícios de Oiro, поезія) - 1937 (посмертно);
- «Листи до Фернандо Пессоа» (Cartas a Fernando Pessoa, листування), 1958-59;
- «Вірші юності» (Poemas juvenis, 1903-1908) - 1986.

## Вебпосилання
- Маріу де Са-Карнейру на sacarneiro.sdsu.edu [Архівовано 18 листопада 2020 у Wayback Machine.] (порт.)
- Бібліографія. Маріу де Са-Карнейру // Німецька національна бібліотека
- Маріу де Са-Карнейру [Архівовано 24 січня 2022 у Wayback Machine.] на IMDb (англ.)